# Понентув-Дольни
Понентув-Дольни (пол. Ponętów Dolny) — село в Польщі, у гміні Ґжеґожев Кольського повіту Великопольського воєводства.
Населення — 577 осіб (2011).
У 1975-1998 роках село належало до Конінського воєводства.

## Демографія
Демографічна структура станом на 31 березня 2011 року:
|          | Загалом | Допрацездатний вік | Працездатний вік | Постпрацездатний вік |
| -------- | ------- | ------------------ | ---------------- | -------------------- |
| Чоловіки | 284     | 61                 | 200              | 23                   |
| Жінки    | 293     | 68                 | 157              | 68                   |
| Разом    | 577     | 129                | 357              | 91                   |